# Acacia clelandii
Acacia clelandii är en ärtväxtart som beskrevs av Leslie Pedley. Acacia clelandii ingår i släktet akacior, och familjen ärtväxter. Inga underarter finns listade i Catalogue of Life.